# Más de 10
Más de 10 es un álbum recopilatorio del dúo musical gaditano Andy y Lucas.
Todas esas canciones son reediciones de los álbumes anteriores, incluyendo tres temas inéditos.

## Lista de canciones
| N.º | Título                             | Escritor(es)                                   | Álbum                     | Duración |  |
| 1.  | «Silencio»                         | Lucas González                                 | Tema inédito              | 4:04     |  |
| 2.  | «Echándote de menos»               | Lucas González                                 | El ritmo de las olas      | 3:39     |  |
| 3.  | «Aquí sigo yo»                     | Lucas González                                 | Pido la palabra           | 3:47     |  |
| 4.  | «Quiéreme» (con Andrés Cepeda)     | Andy Morales · David Cuevas                    | Ganas de vivir            | 3:34     |  |
| 5.  | «Si unas palabras bastan»          | Marie Key Adapt. al español: David Santisteban | Tema inédito              | 3:13     |  |
| 6.  | «Y en tu ventana»                  | Lucas González                                 | Andy & Lucas              | 3:49     |  |
| 7.  | «Son de amores» (con Carlos Baute) | Lucas González                                 | Andy & Lucas              | 4:03     |  |
| 8.  | «Besos»                            | Lucas González                                 | Tema inédito              | 3:25     |  |
| 9.  | «Quiero ser tu sueño»              | Lucas González                                 | Desde mi barrio           | 3:35     |  |
| 10. | «Faldas» (con Nicolás Mayorca)     | Andy Morales · Lucas González                  | Pido la palabra           | 4:07     |  |
| 11. | «Yo lo que quiero»                 | Lucas González                                 | Desde mi barrio           | 4:28     |  |
| 12. | «De qué me vale»                   | Lucas González                                 | Ganas de vivir            | 3:20     |  |
| 13. | «Tus miradas»                      | Andy Morales · David Cuevas                    | Con los pies en la tierra | 3:20     |  |
| 14. | «Tanto la quería»                  | Lucas González                                 | Andy & Lucas              | 4:24     |  |

- Datos: Q17623147